# 李二堡镇
李二堡镇，是中华人民共和国青海省海东市民和回族土族自治县下辖的一个乡镇级行政单位。

## 行政区划
李二堡镇下辖以下地区：
李二堡镇社区、李家村、焦土村、前庞村、祁家村、康各岱村、范家村、乐园村、马莲滩村、牙尔山村、张家湾村、塘尔垣村、寺尔庄村、河西沟村、上藏村、下藏村、窑洞村、松山村、邦岭村、开阳村、上岭村、公家庄村、石庄村和山庄村。